# لیوارجان
لیوارجان یکی از روستاهای استان آذربایجان شرقی است که در دهستان ارسی بخش مرکزی شهرستان جلفا واقع شده‌است.

## جمعیت
جمعیت روستای لیوارجان طبق سرشماری ۱۳۹۵، برابر با ۱۹۰۰ نفر بوده که به عنوان پرجمعیت‌ترین روستای شهرستان جلفا شناخته می‌شود.